# Film kazaki proposti per l'Oscar al miglior film straniero
A partire dal 1993 il Kazakistan ha cominciato a presentare film all'Academy of Motion Picture Arts and Sciences che lo rappresentassero all'Oscar come miglior film di lingua straniera. 
Ad oggi solo uno di questi film è rientrato nella cinquina finalista della categoria: Mongol nel 2008.
| Anno | Film                                         | Regia                       | Risultato     |
| ---- | -------------------------------------------- | --------------------------- | ------------- |
| 1993 | Gibel Otrara                                 | Ardak Amirkulov             | Non candidato |
| 2007 | Nomad - The Warrior (Nomad)                  | Sergej Bodrov e Ivan Passer | Non candidato |
| 2008 | Mongol                                       | Sergej Bodrov               | Candidato     |
| 2009 | Tulpan - La ragazza che non c'era (Tjul'pán) | Sergej Dvorcevoj            | Non candidato |
| 2010 | Kelin                                        | Ermek Tursunov              | Short-list    |
| 2011 | Zabludivshiysya                              | Aqan Sataev                 | Non candidato |
| 2012 | Vozvrashchenie v 'A'                         | Egor Mikhalkov-Konchalovsky | Non candidato |
| 2013 | Myn Bala                                     | Aqan Sataev                 | Non candidato |
| 2014 | Shal                                         | Ermek Tursunov              | Non candidato |
| 2016 | Zhat                                         | Ermek Tursunov              | Non candidato |
| 2017 | Amanat                                       | Satybaldy Narymbetov        | Non candidato |
| 2018 | Anaga aparar jol                             | Aqan Sataev                 | Non candidato |
| 2019 | Ajka                                         | Sergej Dvorcevoj            | Short-list    |
| 2020 | Kazakh Khanate - Golden Throne               | Rustem Abdrashev            | Non candidato |
| 2021 | The Crying Steppe                            | Marina Kunarova             | TBD           |

| Non candidato  | Il film è stato proposto dal Kazakistan, ma non è stato candidato dall'Academy of Motion Picture Arts and Sciences           |
| Short-list     | Il film è entrato nella "short-list" stilata a gennaio o a dicembre dei nove candidati per l'Oscar al miglior film straniero |
| Candidato      | Il film è entrato a far parte dei cinque candidati per l'Oscar al miglior film straniero                                     |
| Vincitore      | Il film ha vinto l'Oscar al miglior film straniero                                                                           |
| Oscar speciale | Il film ha vinto l'Oscar speciale assegnato tra il 1948 ed il 1956, periodo di tempo in cui non esisteva ancora il premio    |